# Max Friederichsen
Maximilian Hermann Friederichsen (* 21. Juni 1874 in Hamburg; † 22. August 1941 ebenda) war ein deutscher Hochschullehrer für Geographie.

## Leben
Der Sohn des Hamburger Kartographen und Verlagsbuchhändlers Ludwig Friederichsen machte das Abitur 1892 und studierte Geographie und Naturwissenschaften in Marburg, München und Berlin. Von 1897 bis 1898 reiste er in den Kaukasus ins Uralgebirge, 1898 promovierte er bei Ferdinand von Richthofen in Berlin, 1902 nahm er an einer Forschungsreise mit Wassili Wassiljewitsch Saposchnikow in den Tian Shan in Armenien teil. 1903 folgte die Habilitation für Geographie in Göttingen. 1906 wurde er zum außerordentlichen Professor in Rostock ernannt, 1907 zum ordentlichen Professor für Geographie an die Universität Bern berufen. 1909 wechselte er an die Universität Greifswald (Nachfolge Rudolf Credner), 1917 an die Albertina Königsberg (Nachfolge F.G. Hahn). Von 1915 bis 1917 war er zudem Leiter der Landeskundlichen Kommission in Polen. 1923 wurde er an die Universität Breslau (Nachfolge Wilhelm Volz) berufen, wo er bis zu seiner Zwangspensionierung 1937 tätig war. Diese erfolgte aufgrund der jüdischen Vorfahren seiner Ehefrau gemäß dem Gesetz zur Wiederherstellung des Berufsbeamtentums. Diese Maßnahme war, da eine ordentliche Emeritierung verwehrt wurde, eine Demütigung.
Im Ersten Weltkrieg leitete Friederichsen von 1915 bis 1917 die landeskundliche Kommission im deutschen Generalgouvernement Warschau (1915–1918). Mit seinen Veröffentlichungen in der Weimarer Republik stellte er sich in den Dienst einer deutschvölkischen Politik. 1926 wurde er Mitglied der Leopoldina. Ein wissenschaftlicher Splitternachlass Friederichsens mit Material zu Expeditionen (u. a.) befindet sich heute im Archiv für Geographie des Leibniz-Instituts für Länderkunde in Leipzig.

## Schriften
- Der südliche und mittlere Ural, Hamburg 1898
- Forschungsreise in den zentralen Tiën-schan und Dsungarischen Ala-tau (Russisch Zentral-Asien) im Sommer 1902
- Reisebriefe aus Russisch Central-Asien, 1902 ISBN 978-3-11-123080-1
- Vorpommerns Küsten und Seebäder. Bruncken & Co., Greifswald 1912 (Digitalisat)
- mit H. Wagner: Lehrbuch der Geographie. 1, Allgemeine Erdkunde, Hahn, Hannover 1912
- Moderne Methoden der Erforschung, Beschreibung und Erklärung geographischer Landschaften (1914)
- Die Grenzmarken des Europäischen Russlands; ihre geographische Eigenart und ihre Bedeutung für den Weltkrieg. L. Friederichsen & Co., Hamburg 1915 (Digitalisat)
- Methodischer Atlas zur Länderkunde von Europa (1915)
- Landschaften und Städte Polens und Litauens. Beiträge zu einer regionalen Geographie. Auf Grund von Reisebeobachtungen im Dienste der „Landeskundlichen Kommission beim Generalgouvernement Warschau“ (1918)
- Finnland, Estland und Lettland, Litauen (1924)
- Beiträge zur schlesischen Landeskunde. Dem XXI. Deutschen Geographentage dargeboten vom Geographischen Institut der Universität Breslau (1925)
- Oberschlesiens Zerreissung, Breslau 1927
- Ostpreußen: Deutschlands nordöstliche Grenzmark (1928)